# بوروت باهور
بوروت باهور (بالسلوفينية: Borut Pahor)‏ من مواليد (2 نوفمبر، 1963) هو رئيس وزراء جمهورية سلوفينيا منذ سنة 2008 حتى 2012. وانتخب رئيسًا للبلاد في ديسمبر 2012.
ظل بوروت باهور رئيسًا لحزب الاشتراكيين الديمقراطيين، وكان عضوًا في مجلس النواب لعدة دورات، ورئيسه من 2000 إلى 2004. وفي 2004، انتخب باهور عضوًا في البرلمان الأوروبي. وبعد النصر الذي حققه الاشتراكيين الديمقراطيين في انتخابات 2008 التشريعية، عُين باهور رئيسًا للوزراء.
في سبتمبر 2011، خسرت حكومة باهور اقتراعًا على الثقة، مما أدى إلى سقوطها، إلا أن باهور استمر في شغل منصب رئاسة الوزاء مؤقتًا، حتى حلَّ يانيز يانز محله في فبراير 2012. وفي يناير 2012، أعلن أنه سيترشح لمنصب الرئاسة الذي يعد شرفيًا إلى حد كبير في سلوفينيا. وفاز بالانتخابات أمام دانيلو تورك في الجولة الثانية من التصويت، حيث حصل على حوالي 67% من الأصوات.

## روابط خارجية
- بوروت باهور على موقع IMDb (الإنجليزية)
- بوروت باهور على موقع الموسوعة البريطانية (الإنجليزية)
- بوروت باهور على موقع مونزينجر (الألمانية)
- بوروت باهور على موقع كينوبويسك (الروسية)